# César Dominici
César Alfredo Dominici (n. en Trenque Lauquen, Buenos Aires, 22 de abril de 1957)  es un cantante y músico de rock argentino. Es reconocido por ser líder de la agrupación de rock gótico y dark, llamado La Sobrecarga. 

## Biografía

### Comienzos artísticos
Dominici, comenzó su carrera musical en el año 1978, con la banda de rock progresivo y psicodélico, Igoario y posteriormente formaría Las Crestas del Extrangulano. A comienzos de los años ’80s, formaría una nueva banda: "Sobrecarga", una agrupación de estilo dark y rock gótico. En marzo de 1987, Sobrecarga fue la banda soporte de la agrupación inglesa The Cure, durante una actuación en el estadio de Ferro.
En 1986 editaron su primer trabajo discográfico por la compañía CBS, titulado Sentidos congelados, que contiene los éxitos «Conexión París», «Viajando hacia el este» y «Acción y reacción». 
Un año más tarde, editarían su siguiente material de estudio, titulado Mentirse y creerse, que también tendría gran repercusión.

### Otros proyectos
En el año 1988, varias agrupaciones del mismo movimiento en Argentina del rock gótico como Fricción, El Corte y Don Cornelio y La Zona se desintegrarían. La Sobrecarga también se separaría, debido a conflictos internos y Dominici decide radicarse en España. Allí realizaría una carrera como solista y durante este proceso, editaría su primer trabajo discográfico titulado Mate en La Casa, un álbum con un estilo electro folk. Para este material, contó con la participación del exguitarrista de Patricio Rey y sus Redonditos de Ricota, Tito Fargo. 
Luego de girar por la península ibérica, en el año 1993, decide regresar a Argentina y vuelve a formar La Sobrecarga, sin su guitarrista original, Horacio Villafañe, quien era líder de su propia agrupación, llamada Todos Tus Muertos. 
Un año después de retornar al país, Dominici y su grupo, editan Shock eléctrico, un álbum que recopila las canciones de las dos placas discográficas editadas, más una canción inédita. Tendrían varias reuniones esporádicas entre los 1995 y 2001. 
En el año 2003, formaría su nueva agrupación llamada Ph Pampa, que realizarían versiones modernas de su antigua banda y grabarían canciones inéditas. Con esta agrupación editaría la placa Sería Mejor..., en el año 2006, de forma completamente independiente. 
Hacia 2013, editaría su segundo trabajo discográfico en solitario, titulado Sosteniéndonos, nuevamente junto a su banda Ph Pampa.

### Retorno de Sobrecarga y actualidad
En el año 2010, se reuniría nuevamente La Sobrecarga y editarían el tercer trabajo discográfico, titulado Cenizas del tiempo por la compañía Sony Music en el año 2013.
En este nuevo retorno, participaron con casi todos los miembros originales, a excepción de Horacio Villafañe, quien fallecería en noviembre de 2011 por un derrame gástrico, luego de una gira por México y solo alcanzaría a grabar las pistas.  
En la actualidad, Dominici reside en su ciudad natal y realiza presentaciones en vivo con Sobrecarga y en paralelo con Ph Pampa.

## Discografía
| Año  | Disco                                         | Discográfica       |
| 1986 | Sentidos congelados                           | CBS                |
| 1987 | Mentirse y creerse                            | CBS                |
| 1994 | Shock eléctrico                               | Sony Music         |
| 2013 | Cenizas del tiempo                            | Sony Music         |
| 2018 | Viviendo en la línea donde el tiempo es nunca | AMI Plazoleta      |
| 1993 | Mate en La Casa                               | Solista / Ph Pampa |
| 2003 | Sería Mejor...                                | Solista / Ph Pampa |
| 2006 | Sosteniéndonos                                | Solista / Ph Pampa |